# 유스나르스베리시

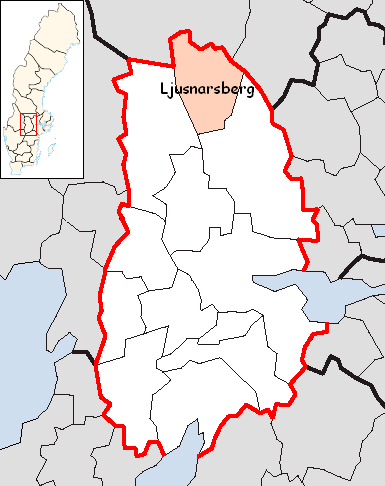
유스나르스베리 시의 위치

유스나르스베리시(스웨덴어: Ljusnarsbergs kommun)는 스웨덴 외레브로주에 위치한 지방 자치체로 행정 중심지는 코파르베리이며 면적은 631.08km2, 인구는 5,006명(2016년 12월 31일 기준), 인구 밀도는 7.9명/km2이다.

시 문장